# جامع الطواشي
جامع الطواشي أحد جوامع مدينة حلب القديمة ، يقع جنوب قلعة حلب ، بناه الأمير المملوكي صفي الدين جوهر العلائي الطواشي عام 774هـ الموافق لعام 1372 م. ثم جدد في عام 994هـ الموافق لعام 1537 م.